# Hiperinflación en la República de Weimar
El periodo de hiperinflación en la República de Weimar aconteció entre 1921 y 1923 en la República de Weimar, nombre histórico con el que se identifica a la Alemania del período de entreguerras (1918-1939). No fue la primera ni la más fuerte de la serie de hiperinflaciones que asolaron Europa en los años 1920, pero es el caso más destacado de la historia, ya que en ella se sucedieron situaciones tales como el aumento de los precios, de los tipos de interés, modificaciones del tipo de cambio y abandono de la moneda como unidad de intercambio.

## Causas

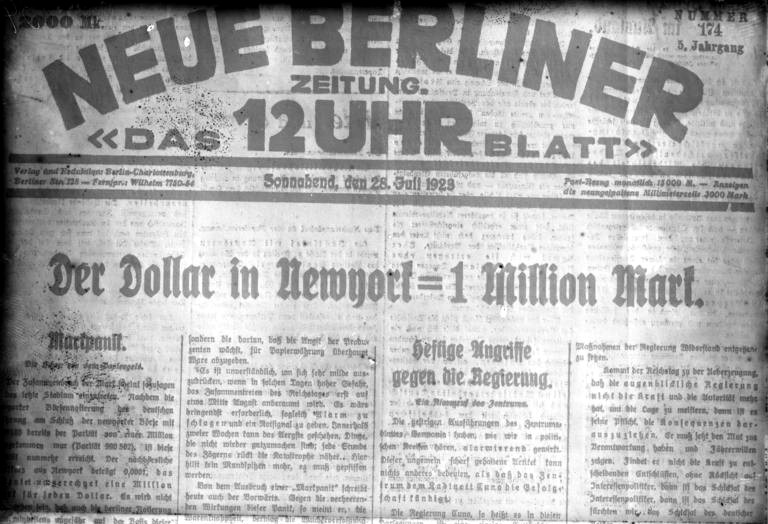
Diario Neue Berliner Zeitung del 28 de julio de 1923, en el titular dice que al cambio, un dólar estadounidense equivale a un millón de marcos.

Desde los días de la Primera Guerra Mundial el Goldmark, la moneda del Imperio alemán había sufrido una grave pérdida de valor real y de poder adquisitivo, pues el gobierno germano emitió papel moneda para hacer frente a sus necesidades derivadas de la guerra, llamando Papiermark a estas nuevas emisiones. Debido a las urgencias nacidas del conflicto, el Papiermark carecía de respaldo en oro y no era convertible en este metal precioso, lo cual era una situación inusual para la época, donde el esquema del patrón oro requería que todas las emisiones de papel moneda de un país estuvieran respaldadas en oro, precisamente para garantizar su valor.
Tras el término de la Primera Guerra Mundial en noviembre de 1918, las potencias vencedoras como Francia y Gran Bretaña impusieron a la derrotada Alemania el pago de reparaciones de guerra por la destrucción causada durante el conflicto, sufrida principalmente en Bélgica y el norte de Francia, atribuyendo toda la responsabilidad por ello sobre Alemania, fijando esta condición en el Tratado de Versalles de 1919.
Pese a que las reparaciones eran por montos muy elevados para la época (implicando varios miles de millones de marcos alemanes), no abarcaban a todos los ingresos del gobierno alemán y se habían discutido plazos y montos de pago. No obstante, la República de Weimar había heredado la moneda depreciada del gobierno imperial y también carecía de reservas de oro suficientes, por lo cual se siguió usando el Papiermark como dinero sin respaldo. 
El Papiermark, pese a la exigencia de las reparaciones, mantenía un tipo de cambio relativamente estable en los 60 marcos por cada dólar estadounidense durante la primera mitad de 1921. Sin embargo, el "Ultimátum de Londres" por las reparaciones de la guerra de mayo de 1921 demandó un total de 2.000.000.000 de marcos de oro anuales, una suma elevadísima y sin precedentes que representaba más del 26 % del valor de las exportaciones alemanas. El primer pago se realizó en agosto de 1921.
La fuga de marcos de oro (la parte de la emisión monetaria que sí tenía respaldo en oro del gobierno alemán) causó un importante daño a la economía, en tanto la República de Weimar debía utilizar papel moneda impreso apresuradamente para cubrir sus demás actividades, y parte de la riqueza generada por la economía local era absorbida por la urgencia de pagar reparaciones de guerra. No obstante, el costo real de estas reparaciones sólo ascendía a un tercio del déficit nacional total de Alemania, por lo cual el gobierno germano recurrió a la emisión de papel moneda principalmente para afrontar sus propias necesidades internas y pagar sus gastos propios. Al aumentar desmesuradamente el flujo de dinero circulante entre la población, éste empezó inevitablemente a devaluarse.

## Desarrollo de la hiperinflación

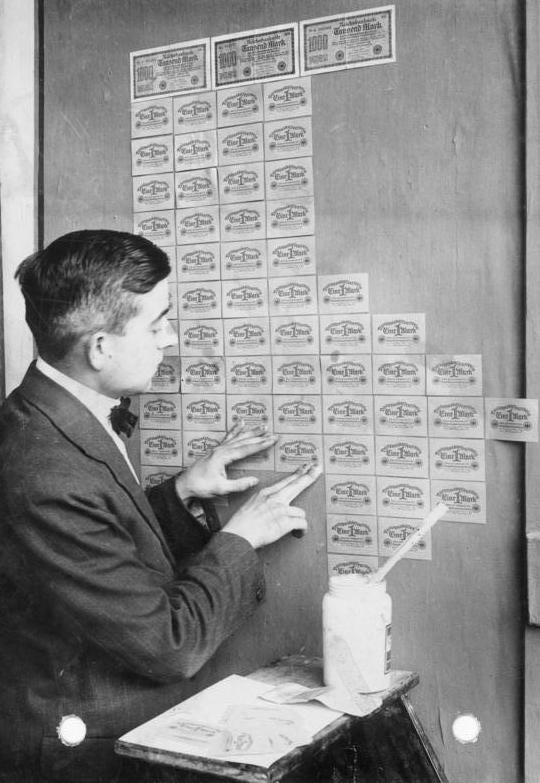
La absoluta pérdida de valor del marco llevó a casos como el de esta imagen: un alemán muestra la devaluación del dinero empapelando una pared con billetes de un marco, más baratos que el papel de pared.

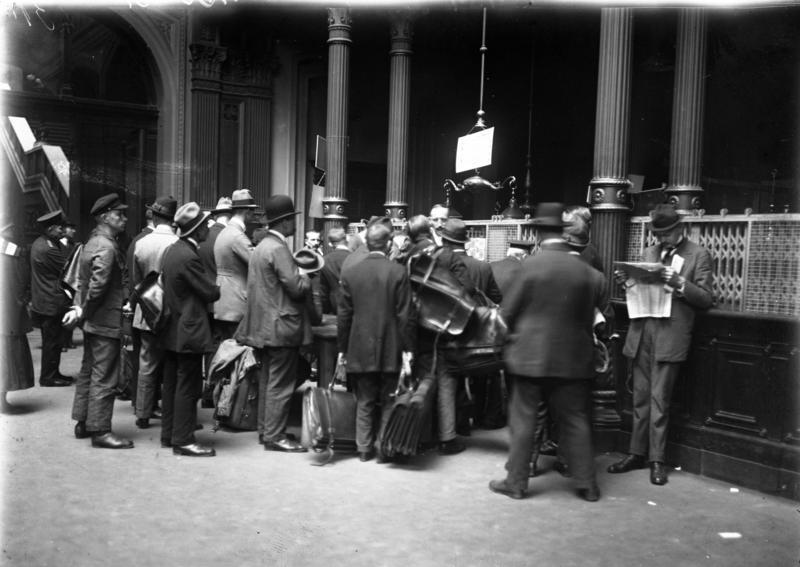
Sede del Reichsbank en Berlín, junio de 1923: usuarios emplean maletines para transportar el dinero recibido del banco.

El primer pago de reparaciones en marcos oro de agosto de 1921 marca el comienzo de una devaluación exponencial del marco alemán, que pasó en noviembre de 1921 a marcar un tipo de cambio de 330 marcos por cada dólar estadounidense. El montante total de las reparaciones ascendía a 132 000 000 000 marcos de oro, una cifra muy superior al total de las reservas de oro alemanas. La República de Weimar trató entonces de comprar divisas a financieros mundiales.
La emisión de papel moneda sin respaldo en oro había servido exitosamente al gobierno de la República de Weimar como herramienta de "defensa", al pagar las reparaciones a las potencias vencedoras con dinero devaluado, pero cuando el mercado financiero internacional se percató de la acelerada devaluación del marco alemán a inicios de 1922, franceses, belgas y británicos exigieron el pago en recursos naturales (madera, carbón, trigo), imponiendo una presión más severa sobre la economía alemana.
Durante la primera mitad de 1922, el marco se estabilizó en un cambio en torno a los 320 marcos por dólar estadounidense, algo acompañado de conferencias internacionales sobre las reparaciones de guerra, incluida una organizada en junio de 1922 por J. P. Morgan, Jr., banquero estadounidense. En estos encuentros no se alcanzó ninguna solución factible que satisficiera de un lado a Francia y Gran Bretaña y por el otro a los Estados Unidos, los mayores acreedores de Alemania en virtud de las deudas de guerra, por lo que la inflación alemana se disparó, convirtiéndose en hiperinflación, y el tipo de cambio del marco aumentó, hasta los 8000 marcos por dólar estadounidense en diciembre de 1922, mientras el gobierno alemán destinaba la mayor parte de sus ingresos al pago de reparaciones para evitar presiones militares de Francia y Gran Bretaña. Para colmo, la abundancia de circulante había causado una rápida depreciación del dinero a lo largo de 1922 al punto que el coste de vida pasó de 41 a 82 000 000, es decir, se multiplicó por dos millones. 
Como resultado, los precios de artículos de consumo aumentaban aceleradamente en pocos días, tornando inservible el dinero emitido por las autoridades gubernamentales en Berlín. La población que dependía de un salario para vivir se vio en serias dificultades pues los precios de los alimentos y servicios básicos aumentaban de precio en cuestión de semanas, haciendo imposible el ahorro. Asimismo, la urgencia de pagar reparaciones había causado que casi todas las divisas compradas con bonos del Estado contribuyeran a la inflación. Debido a que las mismas quedaban en poder del Estado, resultó imposible para el alemán medio adquirir moneda extranjera para protegerse de la inflación. 
Junto con ello, la inflación causó la ruina de miles de ahorristas que habían invertido su dinero depositándolo en los bancos, quedando a salvo de este riesgo tan sólo la minoría de personas que poseía bienes cuyo valor no era afectado por la inflación (joyas de metal precioso, inmuebles, o similares), por lo cual gran parte de la clase media alemana sufrió un serio deterioro en su nivel de vida. Asimismo, en las grandes ciudades como Berlín, Hamburgo, o Múnich, así como en las zonas industriales como la Cuenca del Ruhr, ocurrían periodos de escasez de alimentos (y su consiguiente subida de precio) en tanto los productores agrícolas rechazaban también el dinero devaluado que se les ofrecía. 

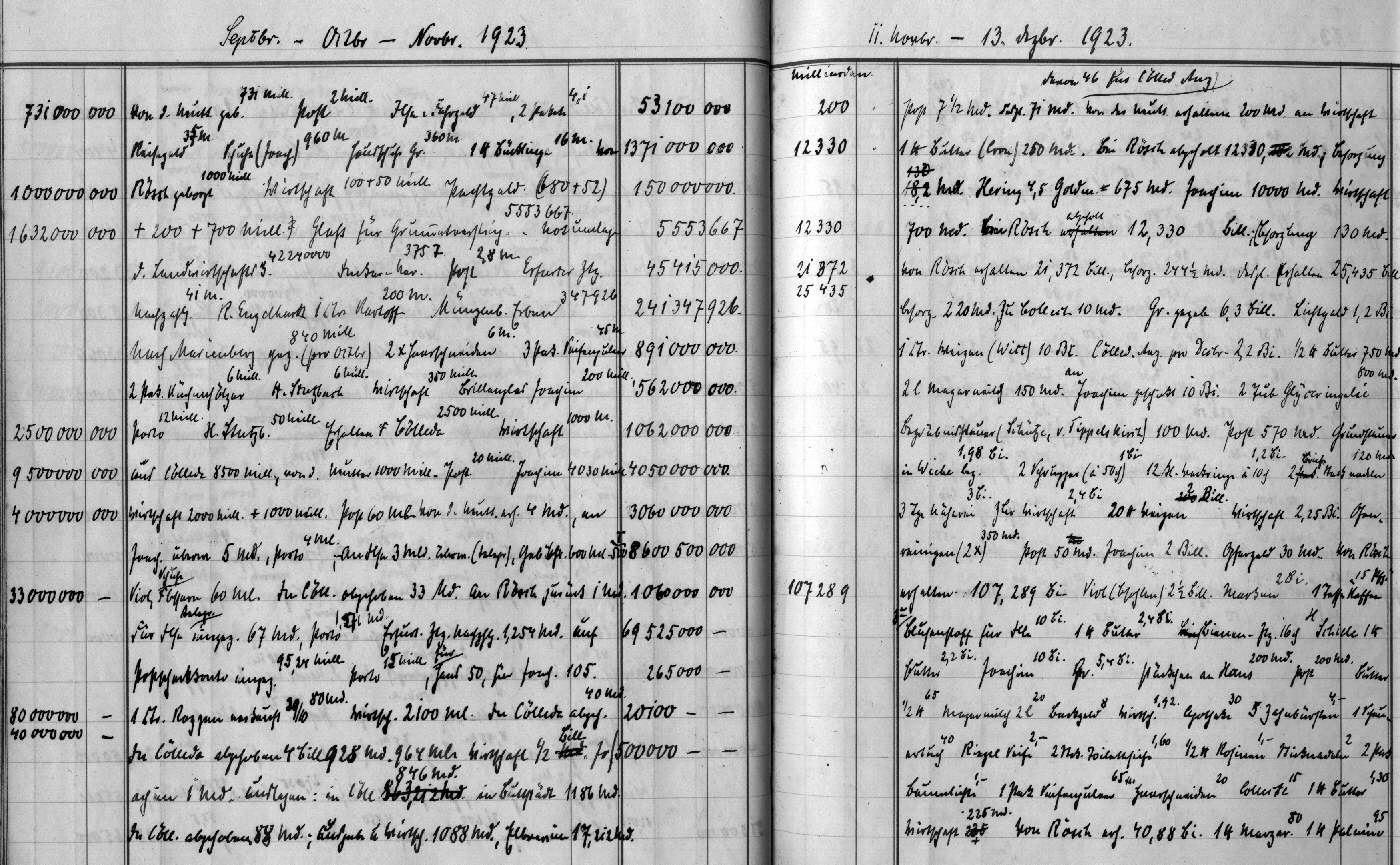
Libro de gastos de un ama de casa alemana en 1923. Nótese las cantidades de dinero indicadas en la página izquierda y cómo se prescinde de los ceros en la página derecha

Dada la urgencia de mantener la vida económica, los ayuntamientos de ciudades pequeñas, cajas de ahorro y empresas comerciales o industriales emitieron documentos de papel denominados notgeld (en alemán "dinero de emergencia") para representar con esos papeles sumas de dinero, y luego, al aumentar el deterioro de la economía, representar artículos de consumo como madera, carne, trigo, centeno, entre otros. El notgeld, al actuar como dinero a nivel local, aliviaba el uso del trueque, que se tornaba poco práctico en una economía industrializada como la de Alemania; no obstante, el notgeld suponía apenas una solución de reducido alcance y que no resolvía el problema clave: la ausencia de una moneda fiduciaria fuerte a nivel nacional y la acelerada depreciación del marco alemán.
En enero de 1923, la situación se volvió aún más tensa con la ocupación del Ruhr por tropas francesas y belgas, medida determinada por los gobiernos de ambos países para asegurarse el pago de las reparaciones de guerra en bienes como el carbón, hierro, acero, o madera, ya que el marco alemán era rechazable como medio de pago pues carecía de valor. Ante ello, los obreros alemanes del Ruhr se lanzaron a una huelga general contra los ocupantes franceses, y el gobierno en Berlín emitió entonces más papel moneda para pagar salarios a los huelguistas (que sumaban varios millares), lo cual agravó más la inflación en tanto el circulante recién emitido se quedaba en Alemania.
Aunque las reparaciones de guerra suponían apenas un tercio del déficit del presupuesto alemán de 1920 a 1923, el gobierno alemán encontró en ellas un chivo expiatorio para justificar el deterioro de la economía.

## Fin de la hiperinflación

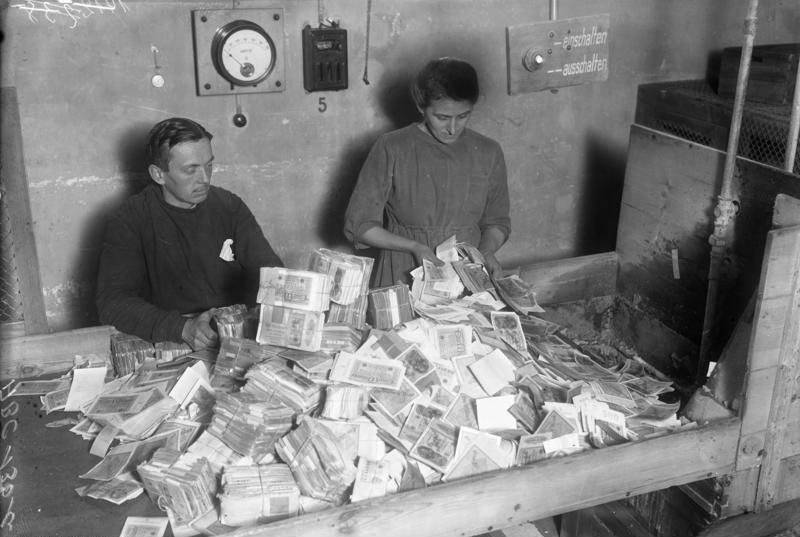
Funcionarios alemanes recolectando el papel moneda devaluado, enero de 1924

La hiperinflación alcanzó su máximo en noviembre de 1923, pero fue suprimida con una nueva moneda: el Rentenmark, que entró en circulación el 15 de noviembre de 1923. El gobierno se apoyó en esta nueva moneda, de valor fijo, finalmente aceptada, mientras se puso fin a la emisión de billetes. 
Bajo inspiración del presidente del Banco Central, el economista Hjalmar Schacht, se determinó que era inviable continuar con la impresión de papel moneda que carecía de todo valor, y que los daños en la economía alemana habían forzado a varias localidades a instituir mecanismos de trueque, en tanto el dinero perdía significado.
La solución propuesta por Schacht consistía en que el gobierno impusiera una hipoteca legal sobre las tierras y bienes industriales existentes en el país, que servirían como respaldo de la nueva moneda, por un valor total de 3,2 billones de Rentenmark. Esta solución recordaba el rol de los fracasados asignados durante la Revolución francesa, pero en la Alemania de 1920 ya había suficiente uso de papel moneda como para evitar las distorsiones del siglo XVIII. Esta conversión impidió la emisión de más papel moneda sin respaldo, y solucionaba el problema de la carencia de oro que respaldase al dinero como era común en todo el mundo antes del crac del 29.

## Consecuencias

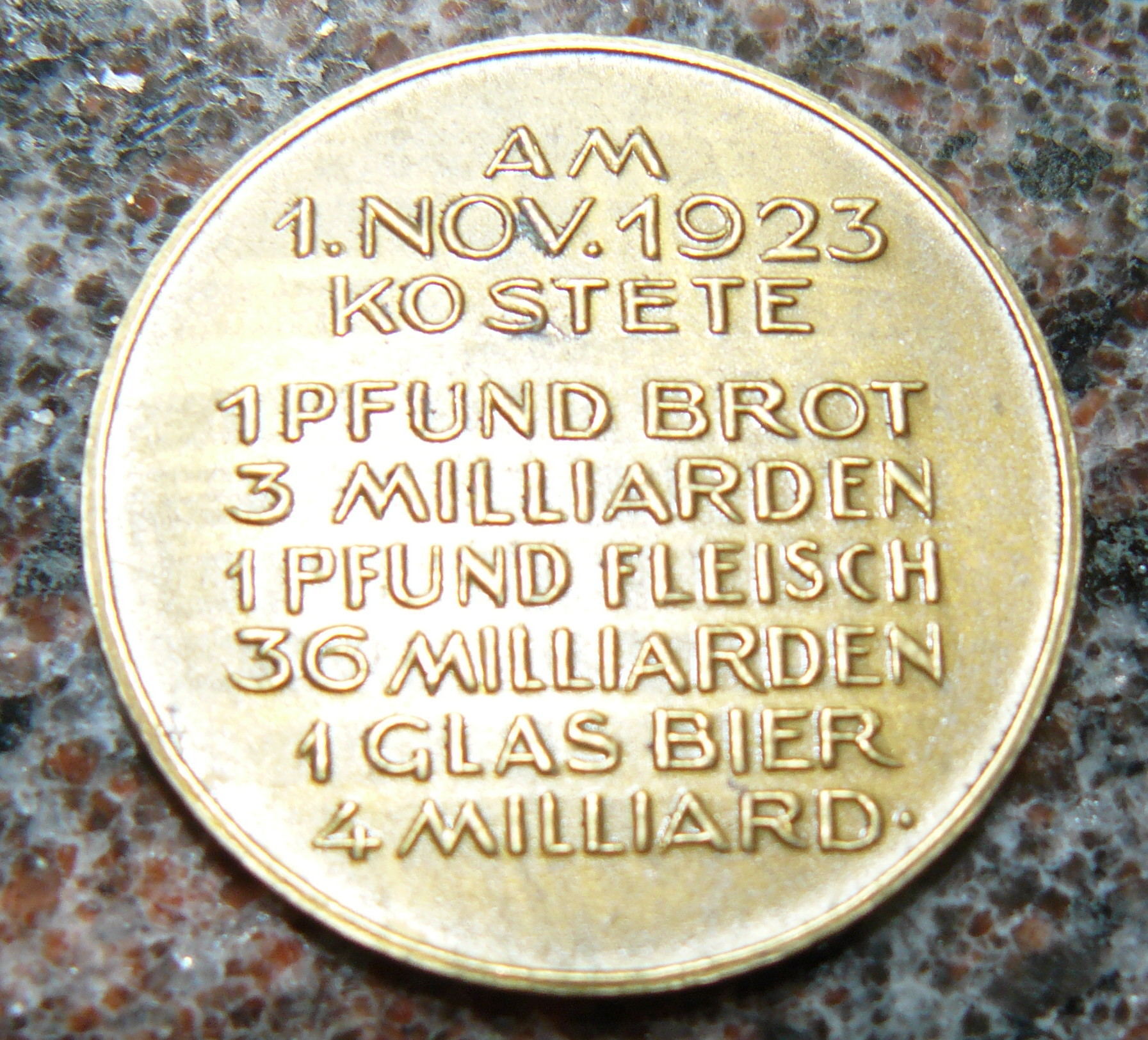
Medalla conmemorativa de la inflación. En alemán, se puede leer: El 1 de noviembre de 1923, una libra de pan costaba 3000 millones de marcos, una libra de carne: 36 000 millones, un vaso de cerveza: 4000 millones.

Si bien la inflación terminó con la introducción del Rentenmark y la República de Weimar se mantuvo durante una década más, algunos autores señalan a la hiperinflación como una de las razones del ascenso del nazismo en Alemania[cita requerida], aunque otros autores señalan que los nazis alcanzaron el poder diez años después de esta hiperinflación (en enero de 1933) y que en sucesivas elecciones como las de 1928 sacaron menos del 3% de los votos[cita requerida]. No obstante, Adolf Hitler, en su libro Mein Kampf, realiza numerosas referencias a la deuda alemana y a las consecuencias negativas que conllevó. Alemania quedó en bancarrota.
La inflación acrecentó las dudas sobre la eficacia de las instituciones liberales, especialmente entre la clase media que había perdido gran parte de su riqueza al ser ésta expresada en depósitos bancarios y bonos gubernamentales, víctimas de las peores devaluaciones. Asimismo, produjo un fuerte resentimiento hacia los banqueros alemanes y los especuladores, muchos de ellos judíos, a los que el gobierno y la prensa culparon de la inflación. La prosperidad de los especuladores en metales preciosos e inmuebles, y la ruina financiera de los ahorristas que conservaban dinero en efectivo, hizo que muchos de estos últimos empezaran a perder la fe en los mecanismos de la democracia y el capitalismo, que no habían podido protegerlos del desastre.
Lo que demuestra la hiperinflación en la República de Weimar, es que la pérdida de confianza en los medios convencionales de intercambio económico rompe con el orden social. De esa manera, el desmoronamiento del sistema monetario modificó el horizonte temporal de los alemanes (su preocupación por el presente es mayor que por el futuro) por lo que valores que son funcionales a la estabilidad económica como el ahorro, el préstamo y el crédito, pierden sentido. Por eso, se llegó a calificar a la generación afectada por la hiperinflación, como unos aventureros, que serían la base del reclutamiento de las Fuerzas Militares que acompañaron las políticas expansionistas del Tercer Reich.

## Costo de sellos en 1923

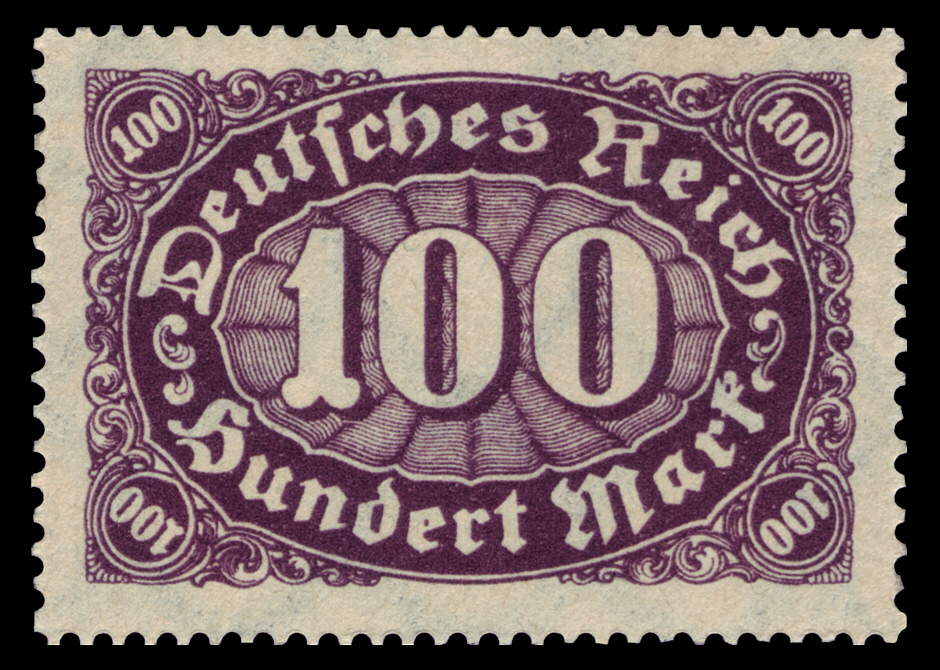
100 Marcos.
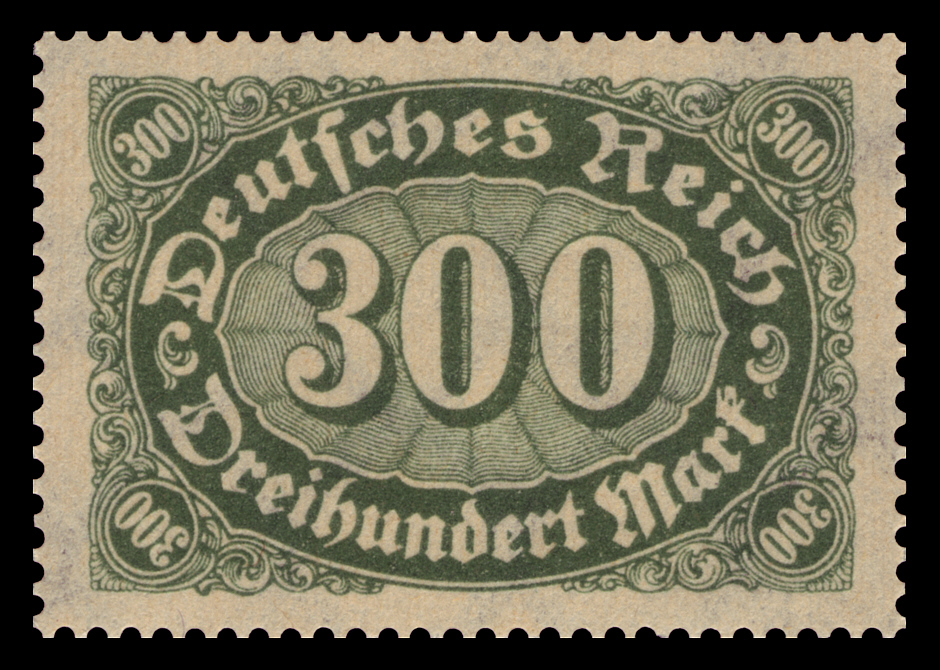
300 Marcos.
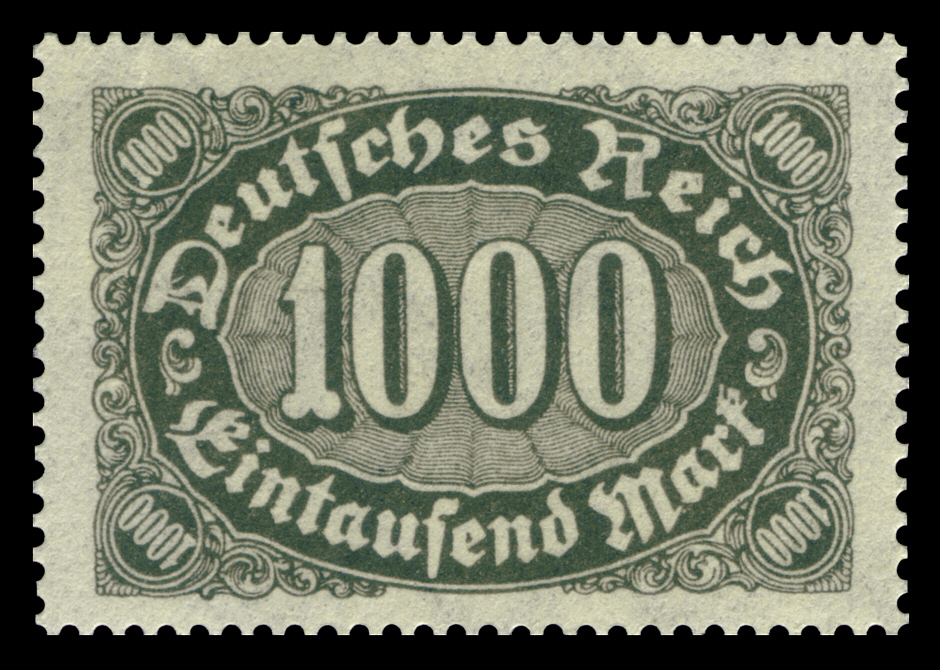
1000 Marcos.
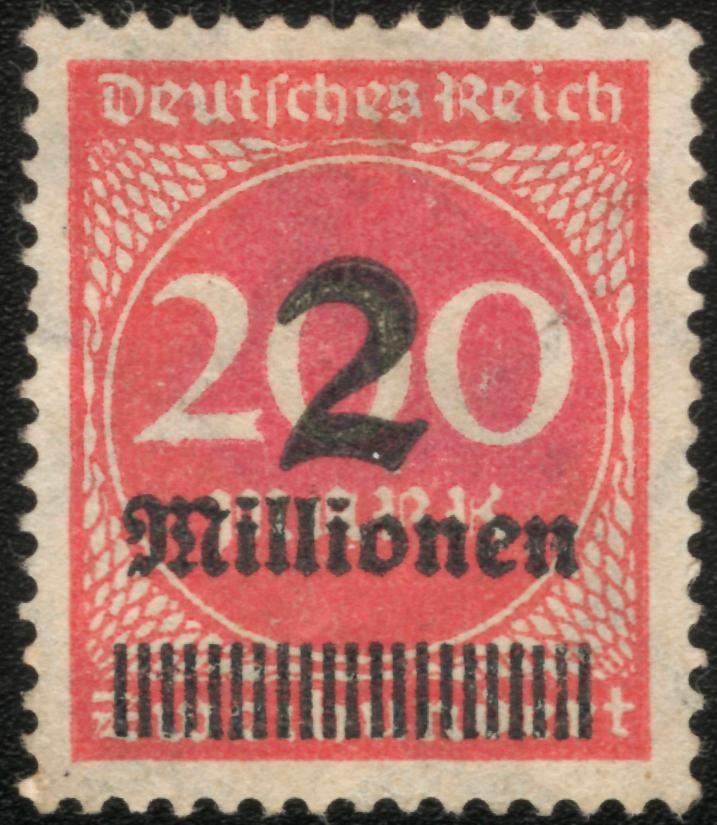
2 millones de Marcos (convertida de una de 200 Marcos).
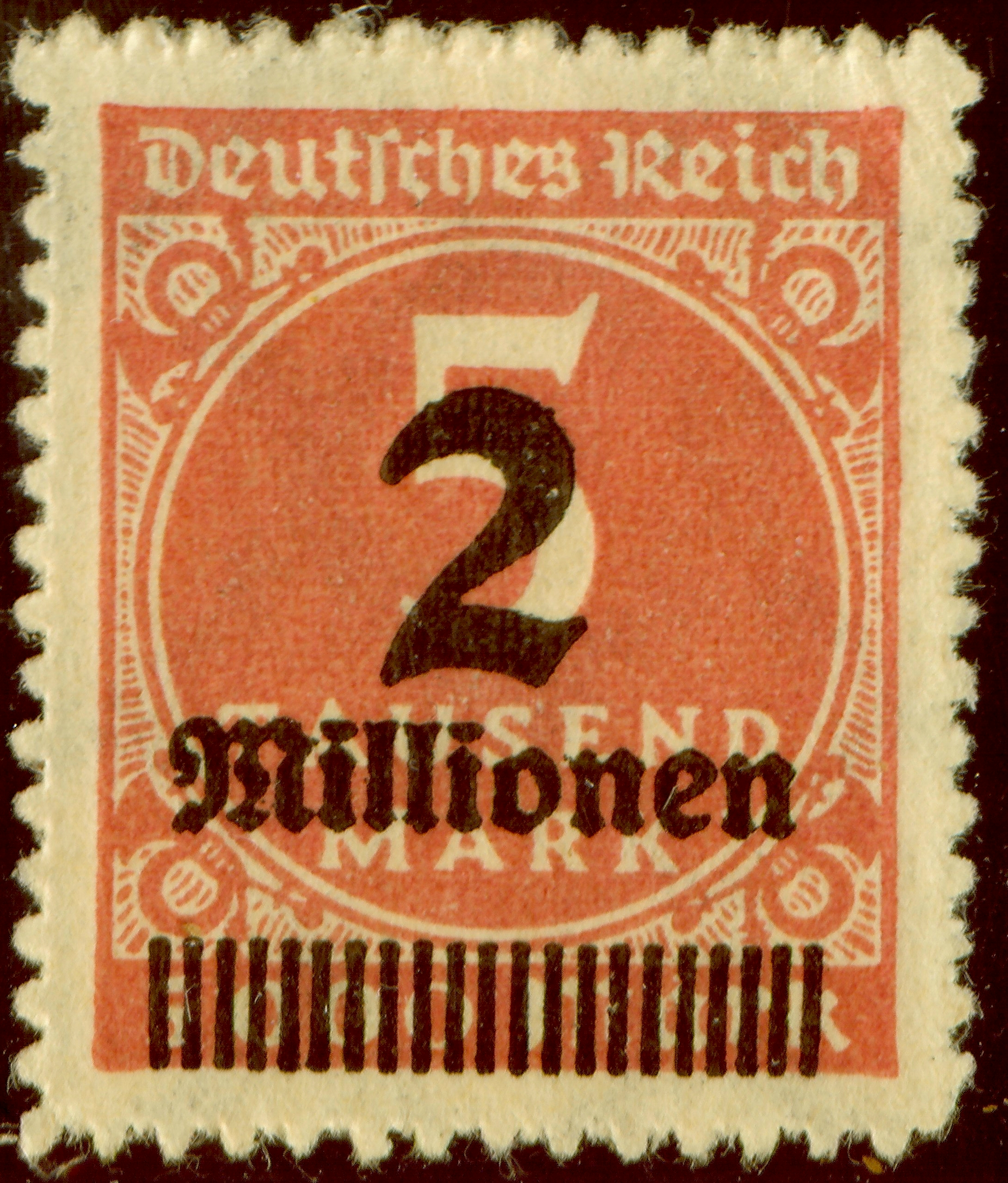
2 millones de Marcos (convertida de una de 5 mil).
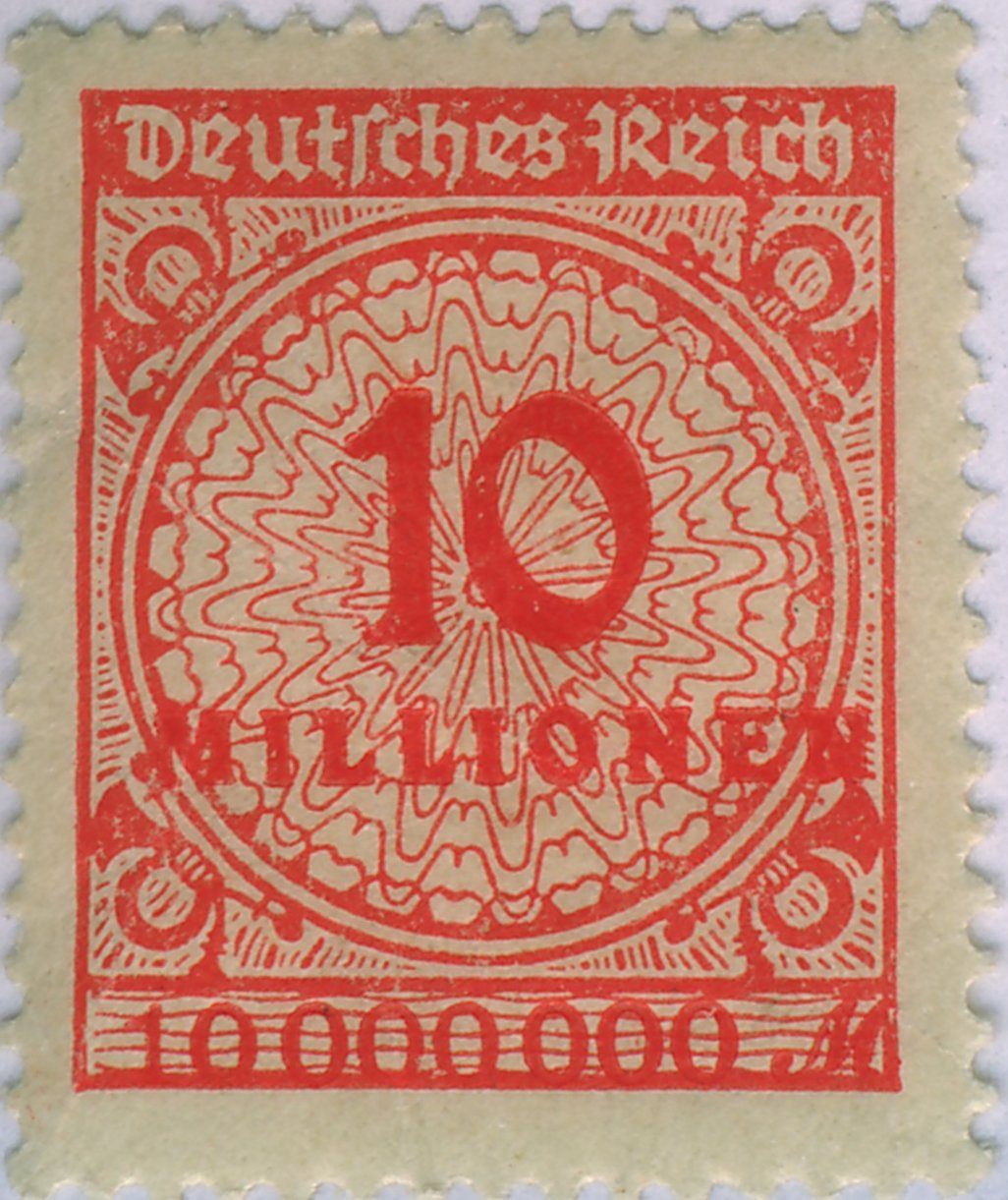
10 millones de Marcos.
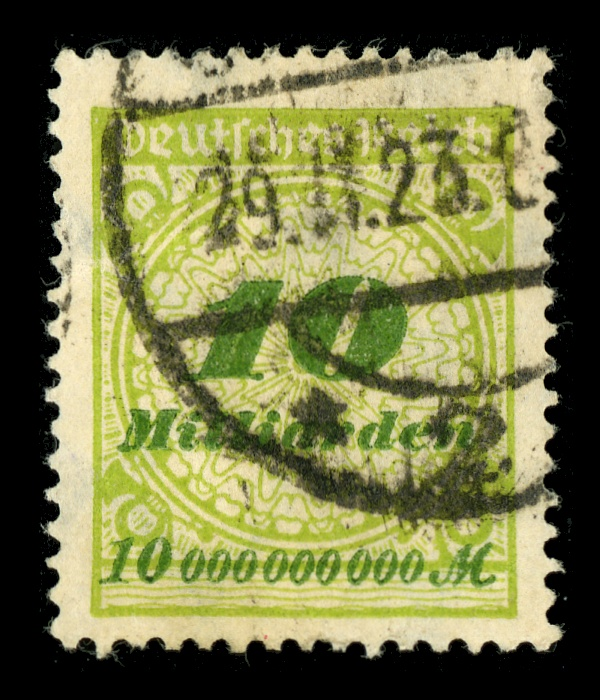
10 mil millones de Marcos.

## Billetes en 1923

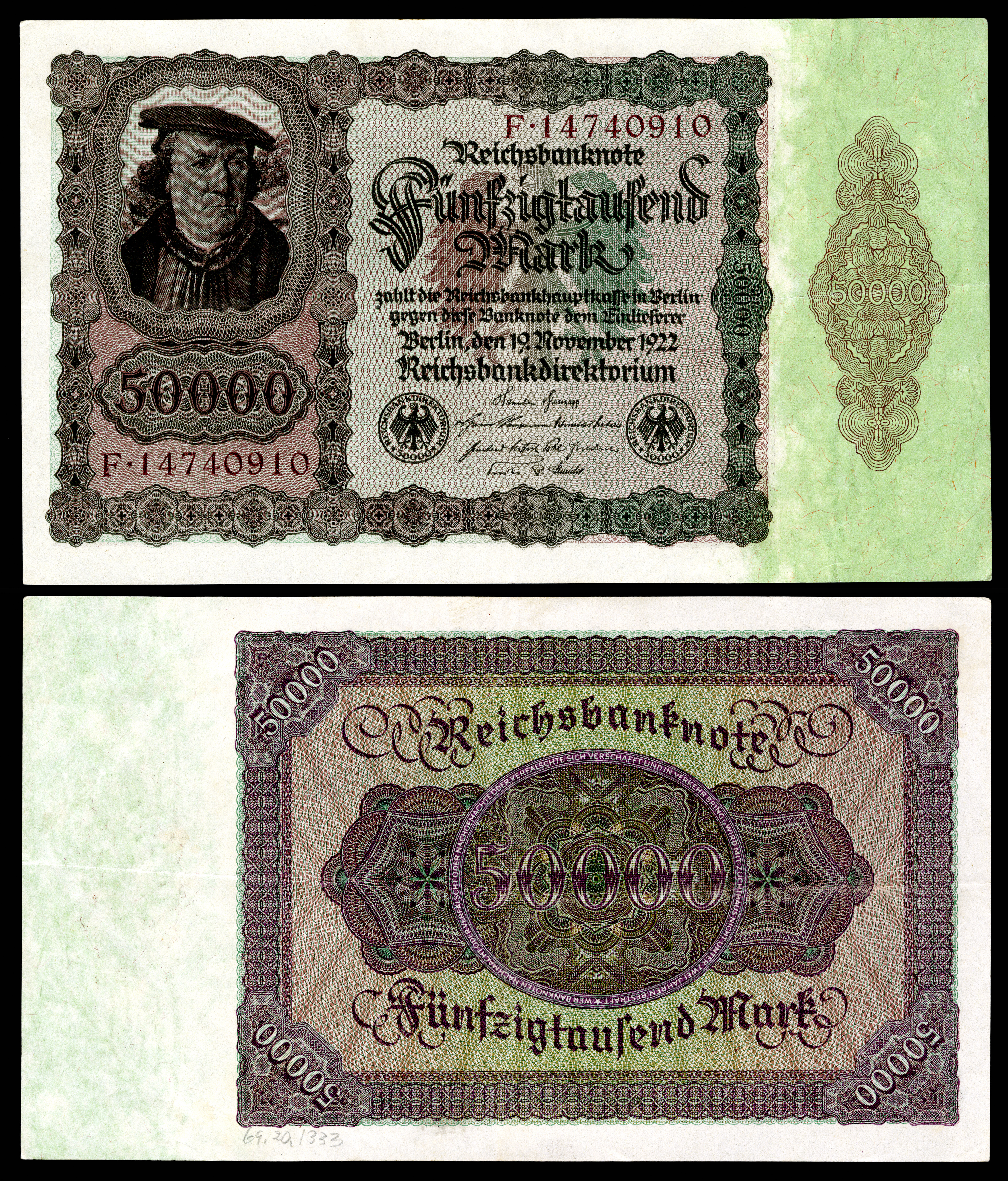
50 mil Marcos.
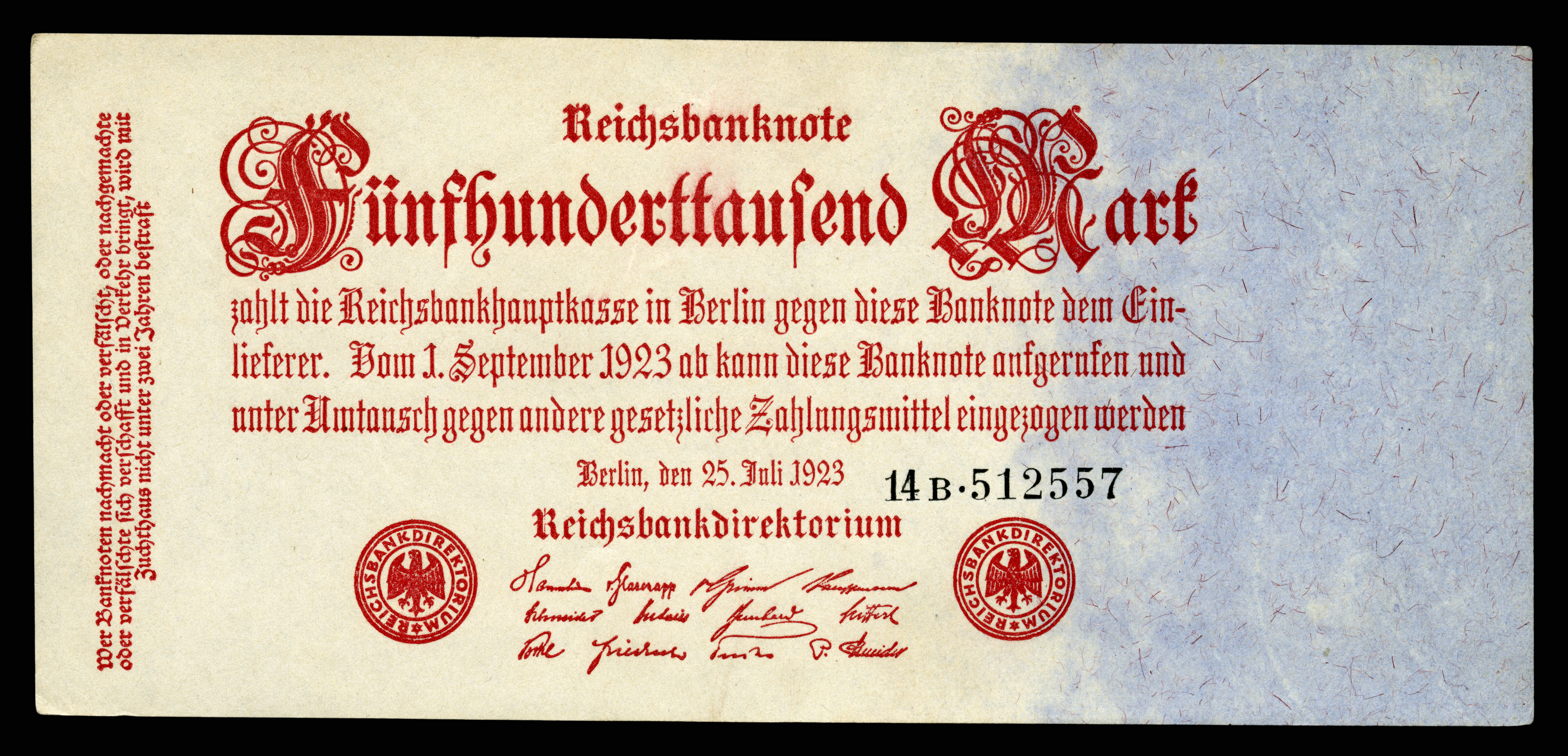
500 mil Marcos.
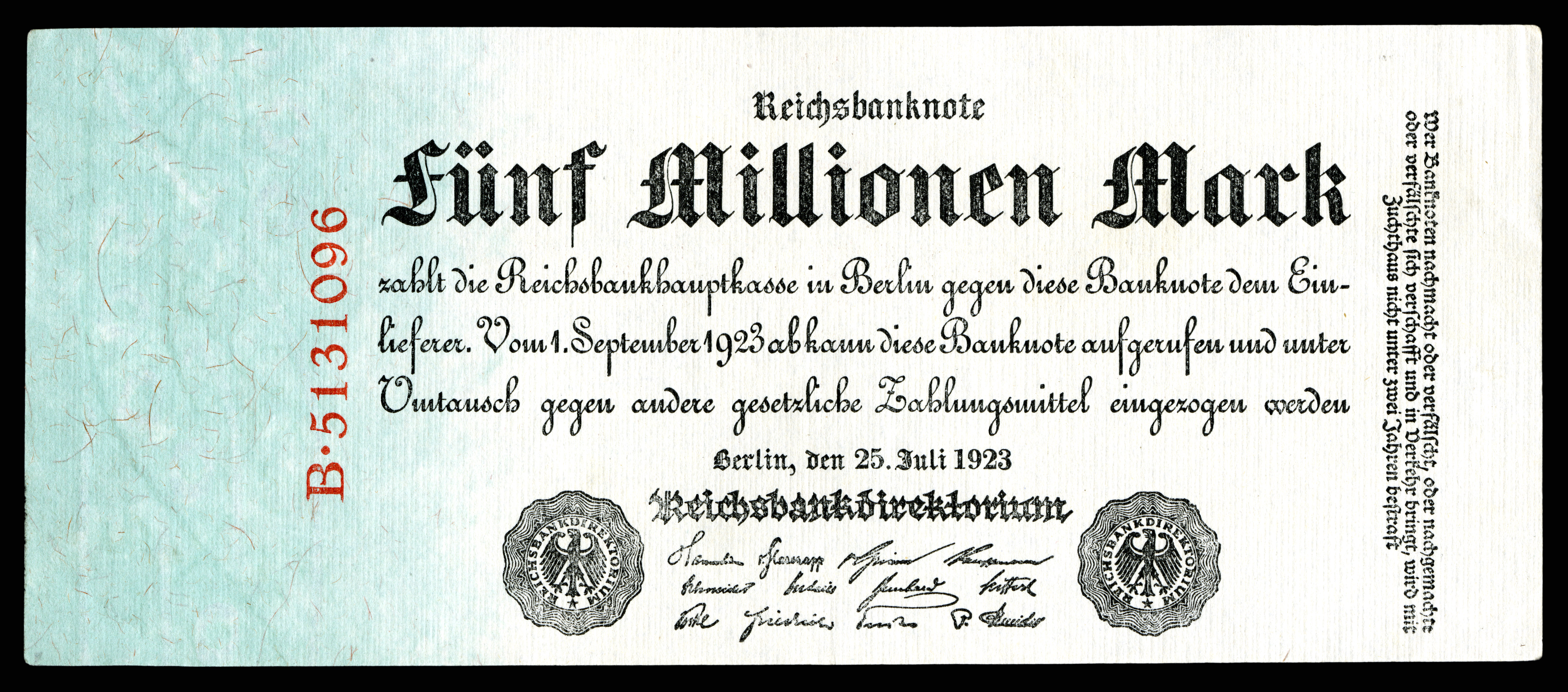
5 millones de Marcos
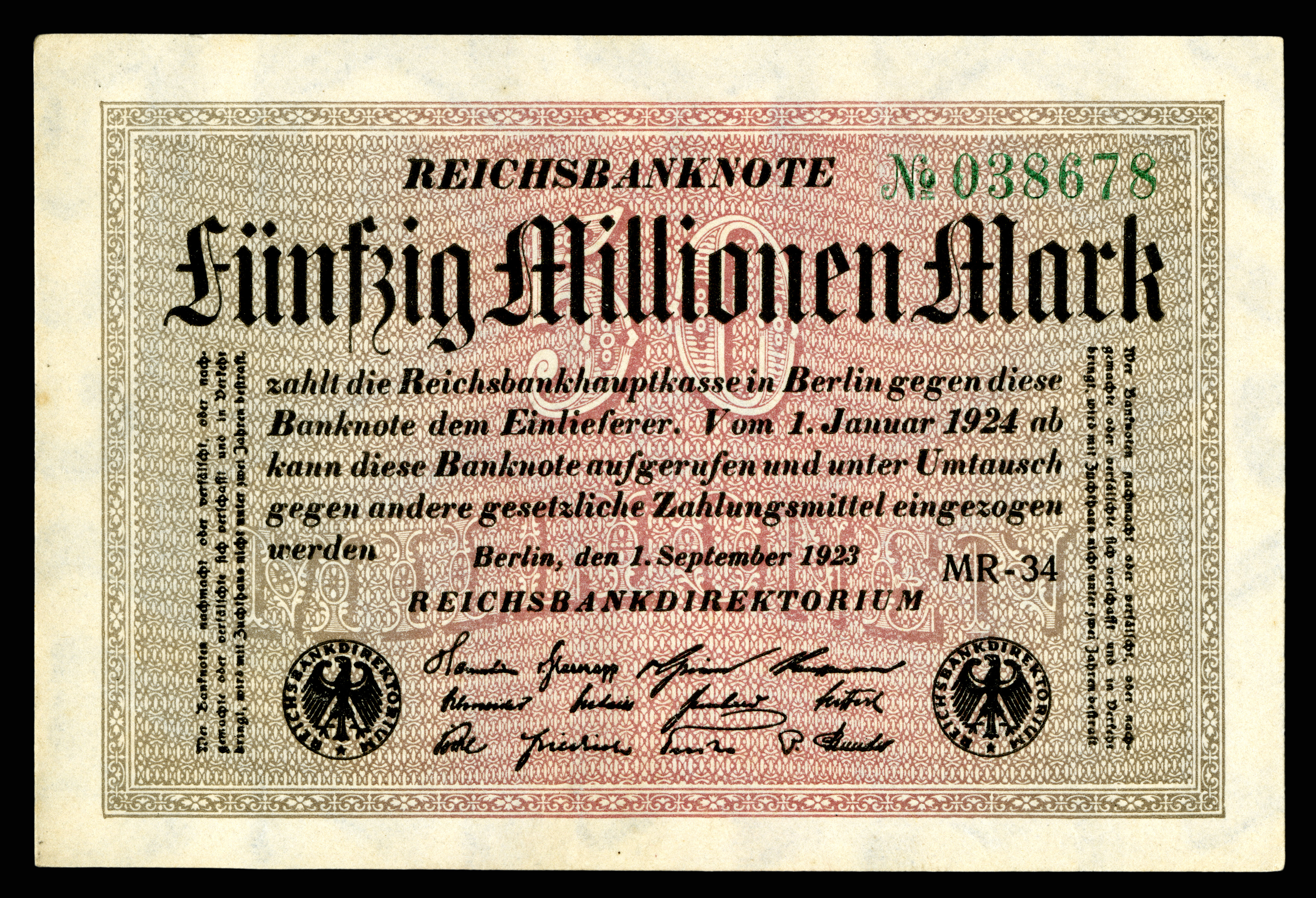
50 millones de Marcos.
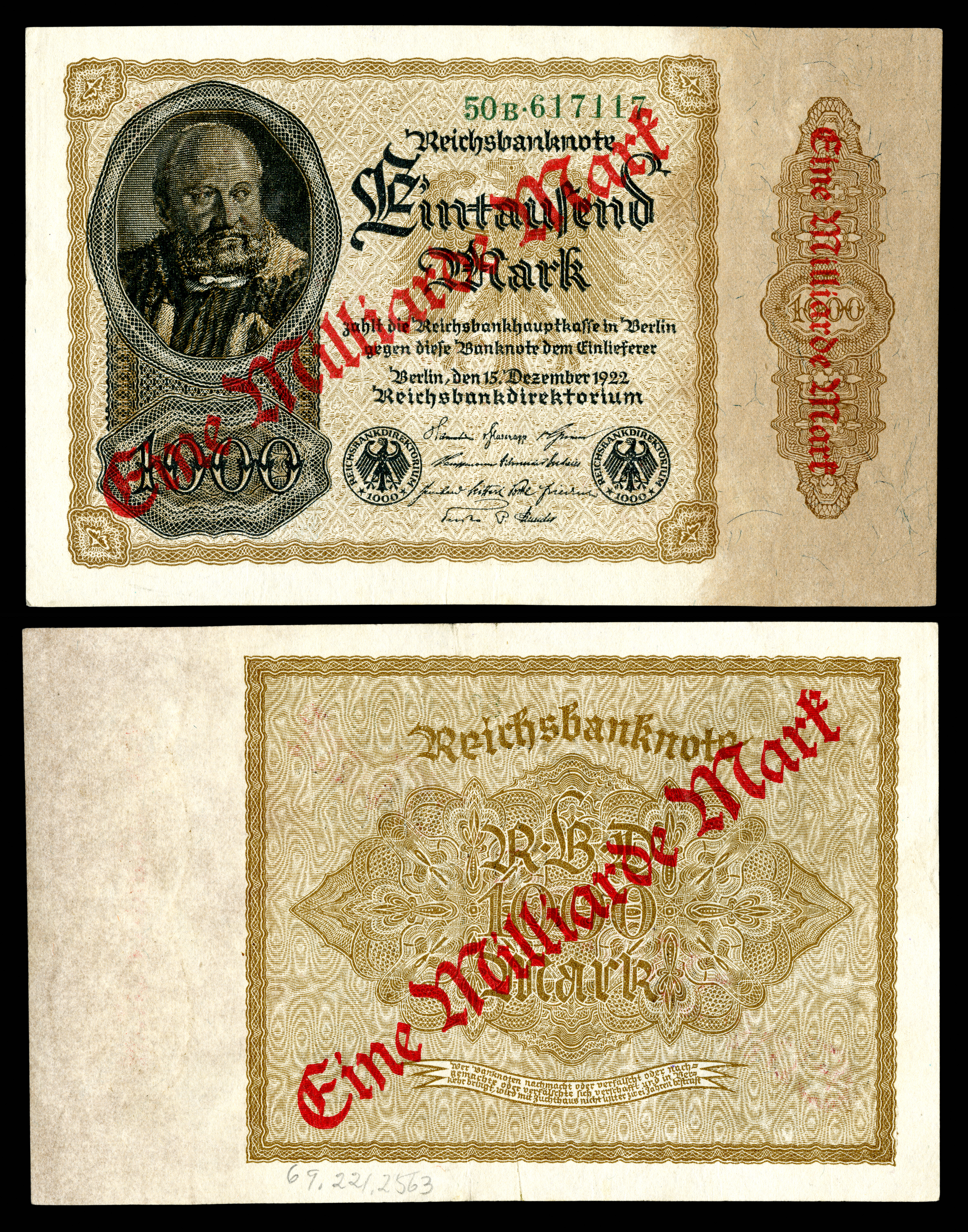
Mil millones de Marcos (convertido de uno de Mil).
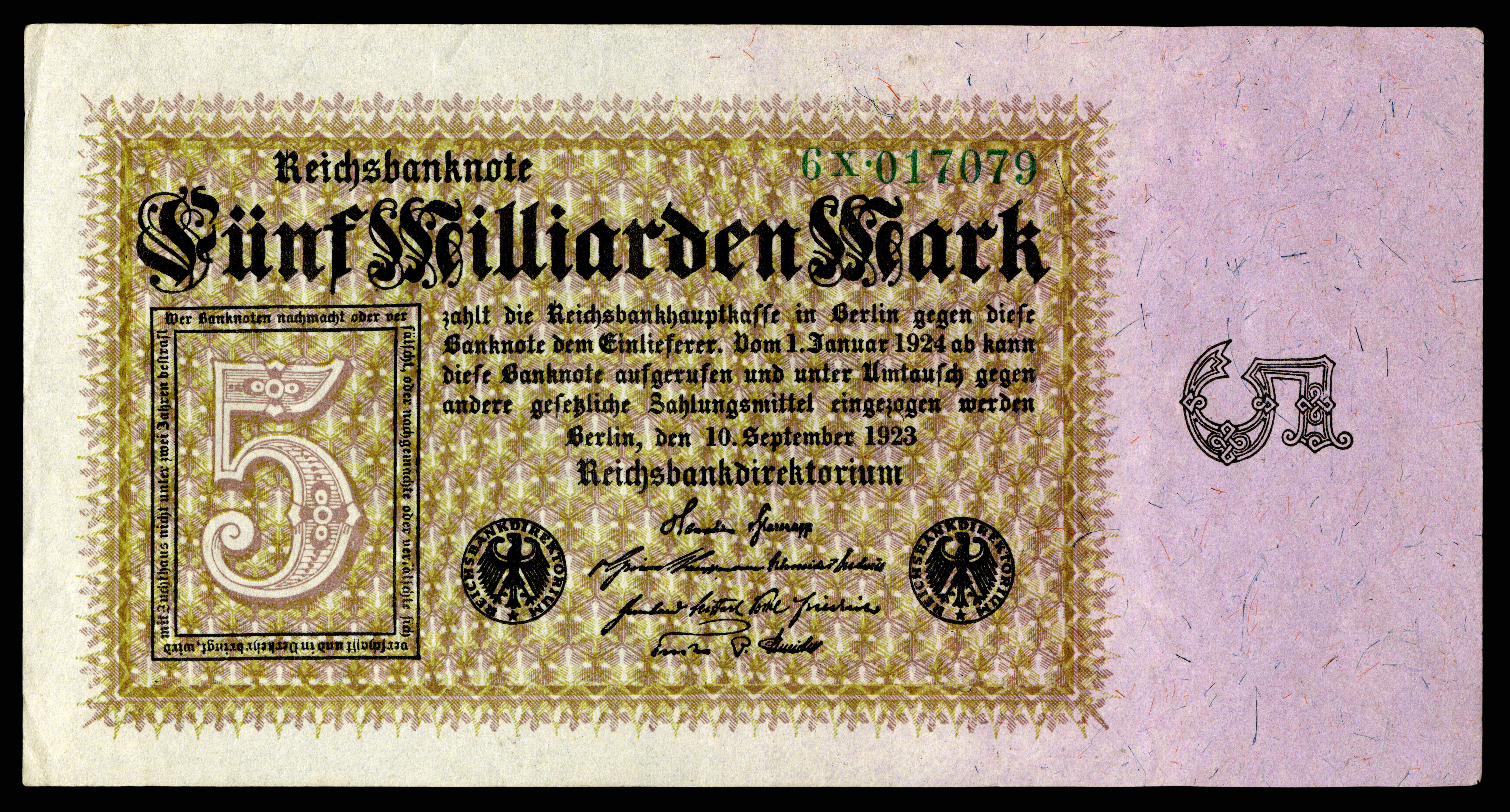
5 mil millones de Marcos.
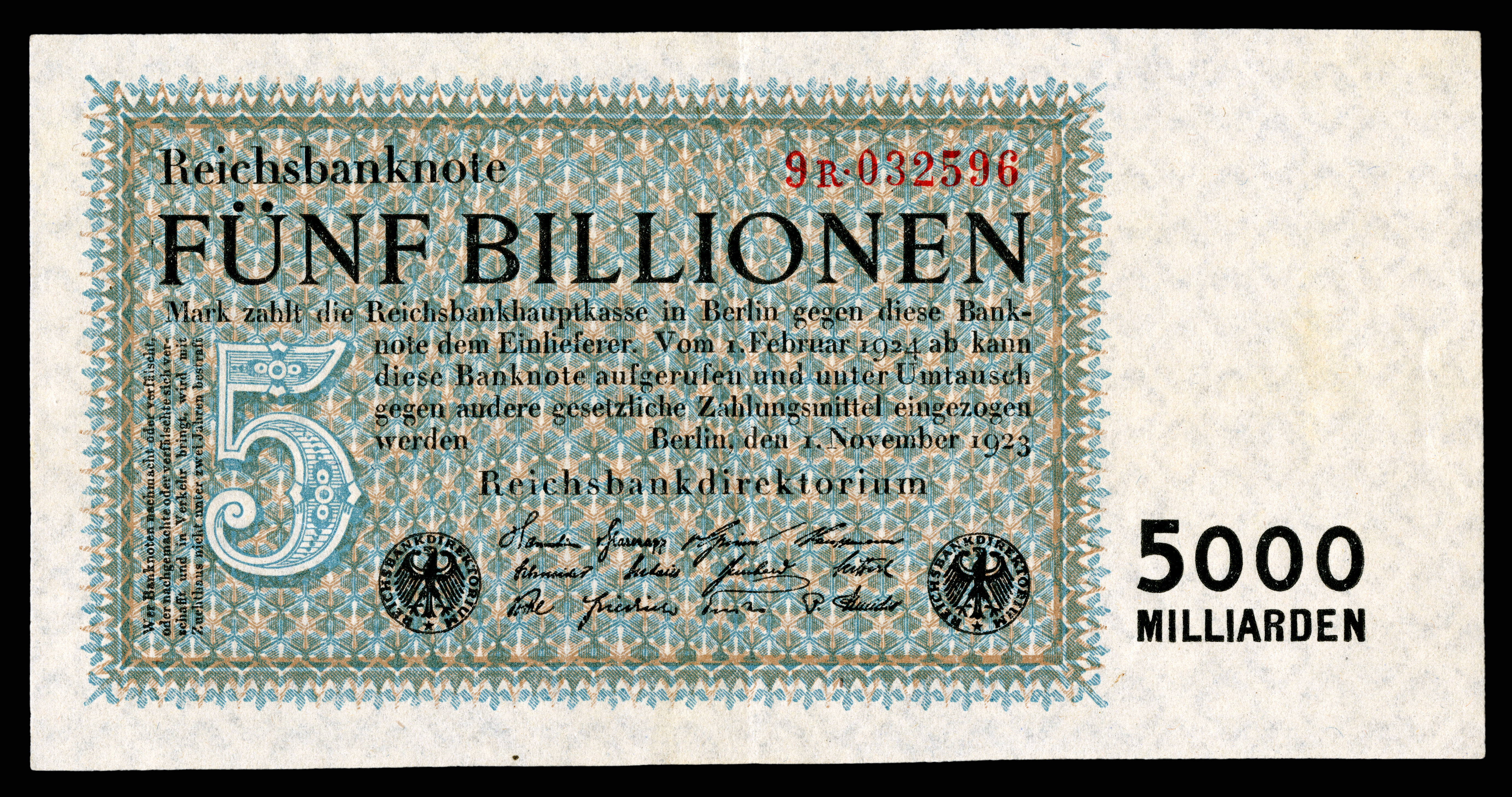
5 billones de Marcos.
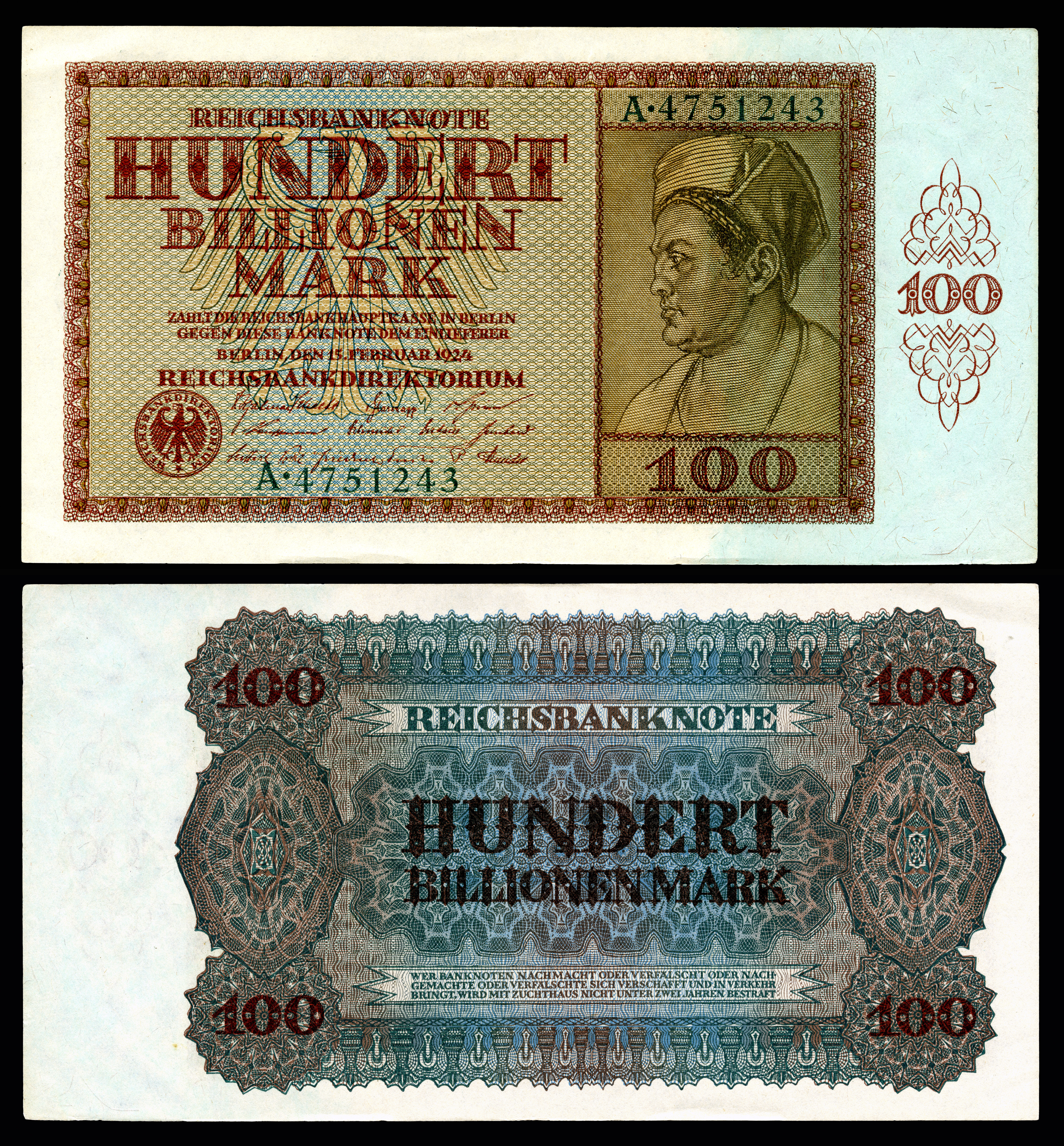
100 billones de Marcos.
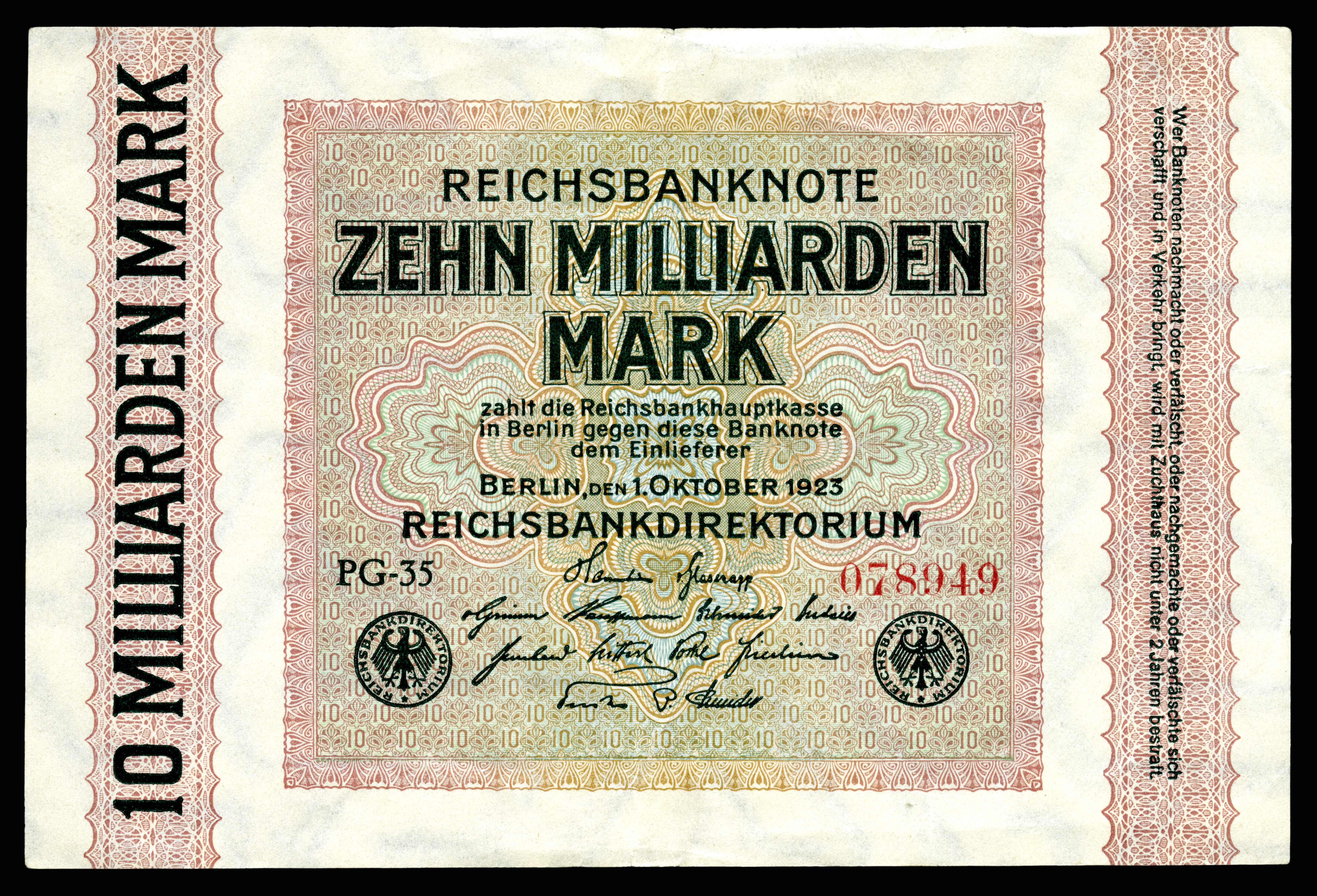
10 000 millones de marcos de 1 de octubre de 1923